# 100 Girls
100 Girls is een Amerikaanse romantische filmkomedie uit 2000 die zowel werd geschreven als geregisseerd door Michael Davis.

## Verhaal
Matthew (Jonathan Tucker) is een mannelijke student die op zoek is naar ware liefde. Wanneer hij op een avond in een lift stapt, valt de stroom uit en zit hij opgesloten met een hem onbekend meisje. Na een vrijpartij wordt hij de volgende morgen alleen in de lift wakker met enkel een slipje als herinnering aan het meisje.
Matthew is zo onder de indruk van zijn anonieme liefdespartner dat hij haar koste wat kost wil vinden. Daarom neemt hij een baantje als klusjesman in het studentenhuis (dormitory) waarin de vrouwelijke studenten wonen. Hij wil zodoende de beha vinden die bij het slipje hoort en zodoende de eigenaresse. Tijdens zijn zoektocht maakt hij oprecht geïnteresseerd kennis met een grote verscheidenheid aan vrouwelijke karakters en hun specifieke eigenschappen. Matthew leert zodoende kanten van meisjes en vrouwen kennen die hem nog onbekend waren.

## Overige rolverdeling
| Acteur             | Personage |
| ------------------ | --------- |
| James DeBello      | Rod       |
| Emmanuelle Chriqui | Patty     |
| Katherine Heigl    | Arlene    |
| Larisa Oleynik     | Wendy     |
| Jaime Pressly      | Cynthia   |
| Marissa Ribisi     | Dora      |
| Aimee Graham       | Ms. Stern |
| Kristina Anapau    | Sasha     |
| Eric Szmanda       | Sam       |
| Johnny Green       | Crick     |
| Ange Billman       | Dana      |
| Rainbeau Mars      | Maureen   |
| Kristin Herold     | Barbara   |
| Anya Marina        | Rhonda    |
| Josephine Angelini | Michelle  |
| Julieanne Steger   | Penny     |
| Ivana Bozilovic    | Rene      |

## Prijzen en nominaties in 2001
Prijzen
- Video Premiere Awards:
  - Beste Montage (Kevin D. Ross)
  - Beste Live-Action video première

Nominaties
- Video Premiere Awards:
  - Beste Actrice (Emmanuelle Chriqui)
  - Beste Score (Kevin Bassinson)